# Spider-Man: The Animated Series (videojuego)
Spider-Man es un videojuego desarrollado por Western Technologies y publicado por Acclaim en 1995, incorporando elementos de la aclamada serie de dibujos animados de Spider-Man de la década de los 90. El juego fue lanzado para la Super Nintendo y la Sega Mega Drive/Genesis. Ambas versiones del juego son diferentes.

## Juego
El juego es similar a la mayoría de los títulos de esta década, fue un juego de plataformas, de acción y desplazamiento. El juego incluye seis niveles en la versión SNES, que son: un laboratorio, la construcción del sitio, Puente de Brooklyn, Coney Island, un enfrentamiento en un ático y el asilo de Ravencroft. Y 5 en la versión del Génesis: laboratorio, Coney Island The Funhouse, zona de deconstrucción, además de las calles de la ciudad de Nueva York donde enfrentas a enemigos y la prisión de Ravencroft para the Insane

### Jefes
El juego incluye más de veinte Jefes: Búho, Mysterio, Escarabajo, Jack O'Lantern, Shocker, Hammerhead, Camaleón, Venom, Scream, Carnage, Buitre, Rhino, Lagarto, Tres Spider Slayers (Alien, Tarántula y Scorpion), Alistair Smythe, Scorpion, Doctor Octopus, Hydro-Man, Kraven el cazador, Calypso, Tinkerer y Duende Verde. El juego también incluye a los Cuatro fantásticos.

## Nomenclatura
Sobre el embalaje y la pantalla de título del juego es llamado simplemente Spider-Man. Sin embargo el texto legal que aparece al iniciar el juego los títulos Serie animada de Spider-Man.